# Shanxi Loongs
Maillots
Actualités
Les Shanxi Loongs, ou Shanxi Fenjiu, ou Shanxi Fenjiu Loongs sont une équipe professionnelle de basket-ball basée à Taiyuan, en Chine, qui joue dans la division Nord du championnat de basket-ball chinois (CBA). La Shanxi Fenjiu Company est le sponsor corporatif du club, tandis que sa mascotte est un dragon.
L’équipe était connue en anglais sous le nom de Shanxi Brave Dragons de l’été 2007 à septembre 2018, lorsqu’une cérémonie de changement d’image a eu lieu, dévoilant un nouveau logo et un nouveau surnom. Loong est le mot chinois pour dragon, en mandarin et en cantonais.
Le journaliste américain Jim Yardley, a suivi l'équipe lors de la saison 2008-2009. Le président Wang Xingjiang dit Boss Wang, magnat de l'acier, a recruté Bob Weiss, ancien joueur et entraîneur de NBA pour coacher son équipe et lui inculquer les principes de jeu du basket-ball pratiqué aux États-Unis. Il a publié un livre sur cette expérience en 2012, Brave Dragons, sorti trois ans plus tard en France.

## Entraîneurs
- 2004-2005 :  Rajko Toroman
- 2006-2007 :  Kin
- 2007-2008 :  Zhang Yongjun
- 2008-2010 :  Bob Weiss
- 2010-2011 :  Shumin Gao
- 2012-2013 :  Chus Mateo
- 2012-2013 :  Paco Aurioles
- 2016-2018 :  Xu Jin-zhe
- 2018- :  Wang Fei

## Joueurs célèbres ou marquants
- Wang Lei (2005-2007)
- Stephon Marbury (2010)
- Samuel Dalembert (2015-2017)
- Luis Scola (2017-2018)
- Brandon Jennings (2017-2018)